# Бажанов, Валериан Семёнович
Валериан Семёнович Бажанов (2 (15) июня 1907—1984) — советский зоолог, палеонтолог, работавший большую часть жизни в Казахстане, доктор биологических наук (1962), профессор (1965).

## Биография
В 1925 окончил школу в городе Бузулук.

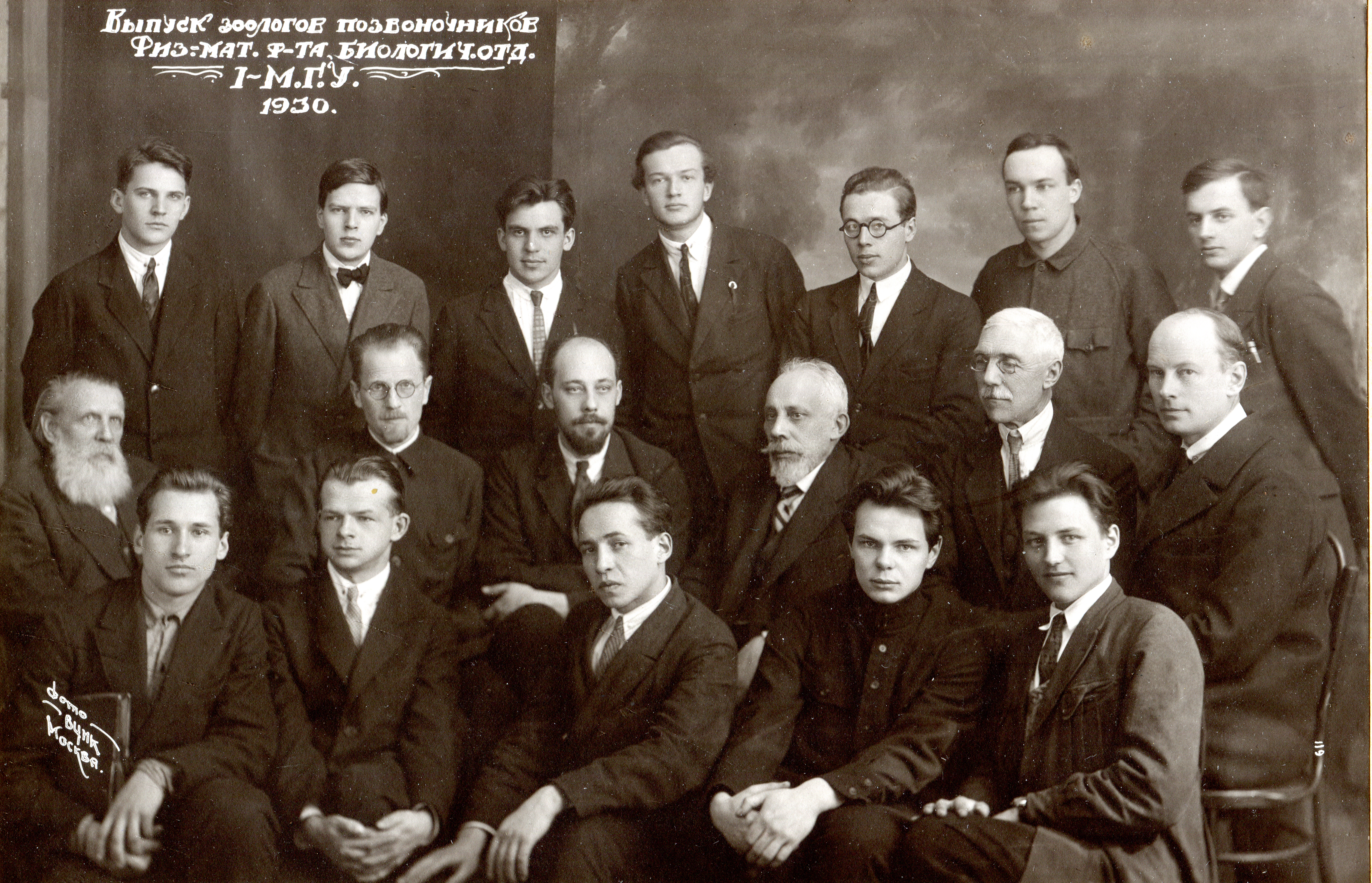
В. С. Бажанов (3-й слева в 3 ряду) с учителями и сокурсниками

В том же году поступил на биологическое отделение физико-математического факультета Томского государственного университета и учился там до 1929 года. В 1929-м перевёлся в Московский государственный университет и через год его благополучно окончил.
Принят по конкурсу на должность ассистента кафедры зоологии и генетики только что организованного сельскохозяйственного института в Оренбурге, затем работает старшим зоологом Средне-Волжского отделения Всероссийского института защиты растений ВАСХНИЛ в Самаре. В 1933 году переезжает в Камчатскую область, чтобы работать там охотоведом. В 1936 году Комитет по заповедникам при Президиуме ВЦИК РСФСР переводит Бажанова на должность старшего зоолога Алматинского государственного заповедника.
В 1937 году переходит на должность ассистента в Казахский государственный университет им. С. М. Кирова. Там он читает множество разнообразных курсов: зоологию позвоночных, экологию, систематику млекопитающих, биологию промысловых зверей и птиц, почвенную зоологии и палеонтологию. Организовал и возглавил две комплексные экспедиции на Устюрт, до этого не исследованный советскими учёными.
Начиная с 1942 года одновременно с работой в университете поступает на службу в Институт зоологии Казахского филиала Академии наук СССР.
В 1946 году защитил кандидатскую диссертацию под названием «Этюды о большом суслике».
В 1946 году Бажанов ушёл из университета и возглавил лабораторию палеозоологии (с 1955 года стала называться лабораторией палеобиологии, так как в ней появилось и палеоботаническое направление). Начиная с 1947 года Бажанов ежегодно проводил крупномасштабные экспедиции по всему Казахстану. Был открыт ряд новых местонахождений ископаемой фауны, появилась основа будущей биостратиграфии Казахстана.
С 1955 года в лаборатория начала публиковать свои труды «Материалы по истории фауны и флоры Казахстана», первые пять томов были отредактированы В. С. Бажановым. Вместе с геологами В. В. Лавровым и Н. Н. Костенко Бажанов создал основы биостратиграфической схемы мезозоя и кайнозоя Казахстана, были опубликованы: «Атлас руководящих форм млекопитающих Казахстана», «Путеводитель по геологическим маршрутам Южного Казахстана». Ему удалось впервые на территории Советского Союза обнаружить мезозойское млекопитающее Beleutinus orlovi.
В 1962 году Бажанов защитил докторскую диссертацию по совокупности работ на тему «История фауны млекопитающих Казахстана», где им было описано 190 видов животных, выделены новые фаунистические комплексы кайнозоя Казахстана.
Из Алма-Аты Бажанов уехал в октябре 1964 года, когда перешёл на работу заведующим кафедрой зоологии в Усть-Каменогорский государственный педагогический институт. При этом до 1971 года он оставался научным консультантом лаборатории палеобиологии.
С 1971 по 1974 год преподавал и был заведующий кафедрой зоологии в Тамбовском государственном педагогическом институте. Там вместе с А. В. Ерёминым он впервые на территории Тамбовской области обнаружил и описал останки динозавров.
О последнем десятилетии жизни Валериана Семёновича известно мало, скончался он в 1984 году в Казахстане.

### История описанияСелевинии

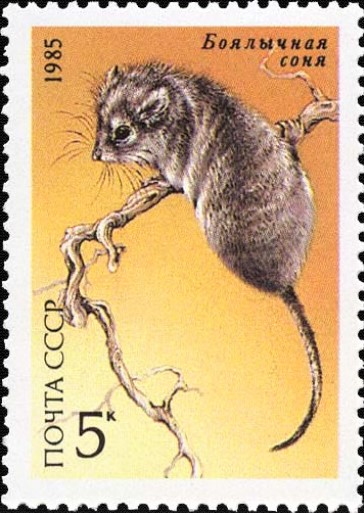
Боялычная соня на почтовой марке СССР, 1985 год

Основной вклад Бажанова в систематику и фаунистику рецентной фауны Казахстана состоит в участии в описании уникального казахстанского эндемика — боялычной сони или селевинии.
Второй бетпак-далинской экспедицией, организованной молодым зоологом, доцентом Казахского университета Виктором Селевиным, были добыты 5 экземпляров ранее неизвестного для науки зверька. Один из них, ставший типовым экземпляром, был добыт 5 августа 1938 года на северной окраине пустыни Бетпак-Дала в урочище Кзыл-Уй. Экспедиция закончилась на южной стороне пустыни у станции Чу. Селевин с шофёром возвращаются древними караванными путями через весь Казахстан в Семипалатинск. Там Виктор заболел тяжёлым гриппом. Чуть оправившись от него, он приезжает в Алма-Ату, успевает сделать доклад, сдать отчет и умирает от осложнений после недолеченной болезни. Это произошло ровно через три месяца после открытия нового вида, 4 ноября 1938.
Участник экспедиции Борис Алексеевич Белослюдов (1915—1949) обращается за помощью к ассистенту той же кафедры, где работал Селевин, Валериану Семёновичу Бажанову. Вскоре Белослюдов вместе с Бажановым публикуют статью с описанием нового вида и рода, названного в честь умершего первооткрывателя. Ещё через год выходит вторая статья, но с другой последовательностью тех же авторов, в которой они описывают новое семейство Seleviniidae. А спустя ещё 2 года они же, чтобы закрепить свой приоритет, опубликовали сообщение на английском языке. Несколько десятилетий считалось, что это единственное семейство млекопитающих эндемичное для Казахстана и для всего СССP. В отечественных сводках оно упоминается в ранге подсемейства более чем через полвека, из зарубежных оно исчезло чуть раньше. Одно из последних научных сообщений Бажанова посвящено селевинии.